# 4113 Rascana
4113 Rascana је астероид главног астероидног појаса чија средња удаљеност од Сунца износи 2,260 астрономских јединица (АЈ).
Апсолутна магнитуда астероида је 13,6.